# Вокер (телесеріал)
«Вокер» (англ. Walker) — американський телесеріал в жанрі бойовика, ремейк телевізійного серіалу 1993—2001 років «Вокер, техаський рейнджер» для «The CW». Серіал був замовлений у січні 2020 року, в головній ролі Джаред Падалекі. Прем'єра Вокера відбулася 21 січня 2021 року.
3 лютого 2021 року телеканал повідомив про знімання додаткових п'яти епізодів першого сезону та продовження шоу на другий сезон. 22 березня 2022 року було продовжено на третій сезон. Прем'єра третього сезону відбулась 6 жовтня 2022 року. 9 травня 2023 року телесеріал було продовжено на четвертий сезон. Прем'єра четвертого сезону відбудеться 3 квітня 2024 року. В травні 2024 року телесеріал було закрито після чотирьох сезонів.

## Актори та персонаж
- Джаред Падалекі — Корделл Вокер
  - Мейсон Темз — юний Вокер (2 сезон)
  - Колін Форд — юний Вокер (3 сезон)
- Ліндсі Морган — Міккі, нова напарниця Корделла
- Кіґен Аллен — Ліам Вокер, брат Корделла
- Мітч Піледжі — Бонхем Вокер, батько Корделла
- Моллі Гейґан[en] — Евелін Вокер, мати Корделла
- Кобі Белл — капітан Ларрі Джеймс
- Джефф П'єр — Трей Барнетт
- Віолет Брінсон — Стелла Вокер, 16-річна дочка Корделла
- Одет Еннейбл — Джеррі
- Ешлі Рейєс — новий напарник Корделла

## Список сезонів
| Сезон | Епізоди | Епізоди | Оригінальний показ | Оригінальний показ |
| Сезон | Епізоди | Епізоди | Перший показ       | Останній показ     |
| ----- | ------- | ------- | ------------------ | ------------------ |
| 1     | 18      | 18      | 21 січня 2021      | 12 серпня 2021     |
| 2     | 20      | 20      | 28 жовтня 2021     | 23 червня 2022     |
| 3     | 18      | 18      | 6 жовтня 2022      | 11 травня 2023     |
| 4     | 13      | 13      | 3 квітня 2024      | 26 червня 2024     |

## Виробництво

### Розробка
У вересні 2019 року було оголошено про перезавантаження «Вокер, техаський рейнджер» з Джаредом Падалекі у головній ролі.

### Кастинг
5 лютого 2020 року було оголошено, що Ліндсі Морган приєдналась до серіалу у ролі Міккі. Того ж місяця Кіґен Аллен був взяти на ролі брата Вокера Ліама, в той час як Мітч Піледжі та Моллі Гейґан були відібрані на ролі батька і матері Вокера. 28 лютого 2020 року було оголошено, що Кобі Белл приєднався до серіалу, на роль капітана Ларрі Джеймса, капітана техаського рейнджера. 4 березня 2020 року Джефф П'єр був представлений на регулярну роль в серіалі. 12 березня 2020 року Віолет Брінсон та Кейл Коллі приєдналися до складу акторів як постійні актори серіалу.

## Приквел серіалу
У грудні 2021 року повідомлялося, що в «The CW» розробляється серіал-приквел під назвою «Вокер: Незалежність» з Падалекі як виконавчим продюсером і Фріке як шоураннером.